# Атолл Беллинсгаузена
Атолл Беллинсгаузена (другие названия: остров Беллинсгаузена и Моту-Оне, фр. Motu One) — остров в составе Подветренных островов архипелага острова Общества.

## География
Лагуна атолла Беллинсгаузена полностью охвачена рифом. Атолл Беллинсгаузена состоит из низменных песчаных островков, которые не могут поддерживать постоянного человеческого жилья.

## История
Открыт русским путешественником Отто Евстафьевичем Коцебу в 1824 году во время плавания на шлюпе «Предприятие» и назван им же в честь Фаддея Фаддеевича Беллинсгаузена.

## Административное деление
Административно атолл Беллинсгаузена входит в состав коммуны Маупити.